# Бриг «Меркурий», атакованный двумя турецкими кораблями
«Бриг „Меркурий“, атакованный двумя турецкими кораблями» — картина Ивана Айвазовского, написанная маслом в 1892 году. На картине увековечен бой российского брига «Меркурий» с турецкими линейными кораблями «Селимие» и «Реал-бей».

## История боя брига с турецкими кораблями
На картине изображён исторический эпизод победы российского брига «Меркурий» над превосходящими силами турецкой эскадры во время патрулирования турецкого пролива Босфор в Чёрном море.
События, изображённые на картине, произошли 14 мая 1829 года, когда бриг «Меркурий» под командованием капитан-лейтенанта А. И. Казарского из-за слабого ветра не смог уйти от погони и был настигнут двумя самыми крупными и быстроходными кораблями в турецкой эскадре.
На одном из турецких кораблей находился адмирал (капудан-паша) турецкого флота.
Решение вступить в бой было принято на офицерском совете и было поддержано матросами. Российский бриг вступил в бой, имея на борту 18 орудий против 200 орудий противника.
Во время противостояния, продолжавшегося два часа, «Меркурию» удалось своим огнём повредить опоры, поддерживающие одну из мачт «Реал-бея», мачта рухнула за борт, и корабль потерял ход и возможность маневрировать и вести бой. Оставшись один на один с другим турецким кораблём «Селимие», российский бриг смог нанести примерно такие же повреждения, как и «Реал-бею», мачта рухнула и корабль был вынужден уйти из боя.
«Меркурий» получил очень тяжёлые повреждения, но при этом потерял всего 4 человека из экипажа. Бриг благополучно вернулся в Севастополь.

## Картина
Айвазовским были написаны две картины на эту тему:
1. Бриг «Меркурий» после победы над двумя турецкими кораблями встречается с русской эскадрой (1848)
2. Бриг «Меркурий», атакованный двумя турецкими кораблями (1892)

### Критика
На картине Айвазовского бриг зажат между двумя турецкими кораблями, и корабли идут курсом фордевинд, что является несомненным плюсом для линейных кораблей с их преимущественно прямыми парусами. Такой расклад вряд ли оставляет «Меркурию» какие-либо шансы на выживание, поэтому, согласно ряду мнений, не может быть исторически достоверным. Однако, возможно, что такое положение было выбрано автором для придания излишнего трагизма ситуации, для акцента именно на безнадёжности положения брига.
На картинах других художников эти же корабли изображены идущими в бакштаг, что даёт бригу с бо́льшим процентом косых парусов выигрыш в манёвренности.